# Armington, Illinois
Armington là một làng thuộc quận Tazewell, tiểu bang Illinois, Hoa Kỳ. Năm 2010, dân số của làng này là 343 người.

## Dân số
Dân số qua các năm:
- Năm 2000: 368 người.
- Năm 2010: 343 người.